# Смерть Вазир-Мухтара
«Смерть Вазир-Мухтара» — второй роман Юрия Тынянова. Описывает последние годы жизни А. С. Грибоедова. Опубликован в 1927—1928 годах в журнале «Звезда».
Тамара Хмельницкая и Борис Эйхенбаум характеризовали это произведение как (соответственно) исследовательский и научный роман. Современный литератор Дмитрий Быков называет его «огромным стихотворением в прозе», к которому приложимо всё, что Тынянов написал в своей работе «Проблема стихотворного языка».

## Экранизации
- Смерть Вазир-Мухтара (телеспектакль)
- Смерть Вазир-Мухтара (телесериал)